# 古賀ゆきひと (小惑星)
古賀ゆきひと（こがゆきひと、17516 Kogayukihito）は小惑星帯に位置する小惑星である。北海道北見で箭内政之と渡辺和郎が発見した。
アマチュア天文家としても知られる、元福岡放送のアナウンサー、古賀ゆきひとから命名された。